# 布若祖夫縣

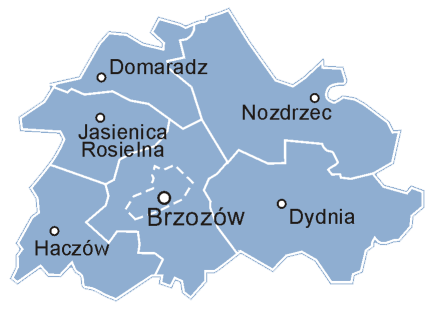

49°41′43″N 22°1′10″E / 49.69528°N 22.01944°E
布若祖夫縣（波蘭語：Powiat brzozowski），是波蘭的縣份，位於該國南部，由喀爾巴阡山省負責管轄，首府設於布若祖夫，面積540平方公里，2006年人口65,254，人口密度每平方公里120人。